# Aequorea australis
Aequorea australis is een hydroïdpoliep uit de familie Aequoreidae. De poliep komt uit het geslacht Aequorea. Aequorea australis werd in 1947 voor het eerst wetenschappelijk beschreven door Uchida. 